# Крикуненко Віталій Григорович
Віта́лій Григо́рович Крикуне́нко (нар. 9 травня 1951, Косівщина) — український поет, літературознавець, бібліотекознавець, дипломат, активіст українського національного руху у Москві.
Також редактор дитячого журналу «Жили-были» (РФ), заступник головного редактора журналу «Библиотека».
Член Національної спілки письменників України, Спілки письменників РФ.

## З біографії
1971 року закінчив Сумський педагогічний інститут, а 1977 року — відділення журналістики ВКШ при ЦК ВЛКСМ (нині – Російський державний гуманітарний університет). Працював у сумській обласній молодіжній газеті «Червоний промінь». З 1977 року в Москві: відповідальний секретар бюлетеня «Юношеская печать», член редколегії, відповідальний секретар журналу «Студенческий меридиан», з 1986 року — представник Спілки письменників України в секретаріаті СП СРСР, заступник секретаря Спілки письменників СРСР. Протягом 1992—1997 років — радник з питань культури та освіти Посольства України в Російській Федерації. Викладав україністику в Московському державному університеті, редагував дитячий журнал «Жили-были», був заступником головного редактора журналу «Библиотека». Потім перебував на посаді заступника директора Бібліотеки української літератури в Москві — аж до її закриття владою в 2018 році. Відтоді — на творчій роботі.

## Творчість
Автор шести поетичних збірок, що побачили світ у Москві та Києві: «Місячний провулок», «Молния корней», «Сонячний годинник», «Мадонны моего края», «Вічна Атлантида», «Складень», книги про малодосліджені сторінки життя та творчості українського поета Валер'яна Поліщука «Філософ з головою хлопчика», написаної на основі документальних матеріалів, що збереглися в Москві. Він є також укладачем і перекладачем п'яти антологій української поезії в перекладах російською мовою: «Молода поэзия Украины» (вид-во «Молодая гвардия»), «Ой, упало солнце…», антологія української поезії періоду «Розстріляного відродження» (вид-во «Художественная литература»), «Галицкая брама», антологія українського поетичного гумору (вид-во «Советский писатель»), «Из века в век» (українська поезія другої половини XX-початку XXI століття, вийшла двома виданнями у 2004 і 2007 роках, вид-во «Пранат»). Ініціатор та упорядник видання «Кобзаря» Т. Шевченка в нових російських перекладах (видавництво «Букрек», Чернівці). Автор та упорядник численних просвітницьких, культурологічних, українознавчих електронних видань Бібліотеки української літератури в Москві, опублікованих в Інтернеті (серед них — щомісячні дайджести «Горячие страницы украинской печати», тематичні збірники «Украинцы в России», «Личность в истории культуры», «Избранные страницы альманаха Библиотеки украинской литературы» та ін. Свої поезії, переклади, літературознавчі та українознавчі статті публікував у журналах «Ранок», «Прапор», «Дніпро», «Вітчизна», «Київ», «Березіль», «Дзвін», «Слово і час», «Книжник», «Радуга», в «Українській літературній газеті», «Літературній Україні», в російській літературній періодиці.

### Дослідження
- Студії з історії побутування та проблем розвитку української культури та преси на теренах Росії, розвідки про творчість українських письменників та осередки українського літературного життя в Російській Федерації (група «Село і Місто», журнал «НеоЛіф» — Москва, літературні часописи на Кубані тощо). Частково тема знайшла висвітлення в публікаціях циклу пошукових статей «Міст до Атлантиди» та чекає видавця.

## Нагороди
- 2010 року нагороджений Літературною премією імені А. П. Чехова із врученням медалі «А. П. Чехов»[2]
- Лауреат міжнародного фестивалю слов'янської поезії «Поющие письмена-2010».[3]
- орден України «За заслуги» III ступеня (2011 рік).
- ювілейна відзнака Світового Конґресу українців «200 років з дня народження Тараса Шевченка» (2014 рік).